# Университет на Сейнт Андрюс
Университетът на Сейнт Андрюс (на английски: University of St Andrews), основан между 1410 и 1413 г., е най-старият университет в Шотландия и 3-тият исторически във Великобритания и в англоговорещия свят. Университетът се намира в гр. Сейнт Андрюс, Файф, на източния бряг на Шотландия.

## Колежи
Университетът включва 3 колежа. В Юнайтед Колидж учат студентите от факултетите по изкуства, природни науки и медицина. В колежа „Сейнт Мери“ учат всички студенти по богословие. В колежа „Сейнт Леонард“ учат всички магистри и докторанти.

## Галерия
- Колеж „Сейнт Мери“
- Университетската библиотека, гледана от кулата „Св. Салватор“
- Библиотека „Крал Джеймс“
- Новото Училище по медицина и биологически науки